# 짤툰
짤툰은 2016년 연재를 시작했고, 유튜브에서는 2019년부터 시작한 대한민국의 웹툰이자 유튜브 채널이다. 2016년 10월 13일, 디시인사이드 카툰 연재 갤러리에서 '유수민' 작가가 'ryoxius'라는 닉네임으로 연재를 시작했다. 그러다 페이스북, 루리웹으로 활동영역을 넓히고 개인 연재 웹사이트까지 만들었으며 2019년부터는 Big Picture 팀에 들어가 유튜브로 애니메이션을 제작해 공개하기 시작했다. 그리고 2020년에 '짐승친구들'이라는 콘텐츠도 시작했으며 유튜브에서 100만을 달성해 골드버튼을 수령했다.

## 콘텐츠

### 주요 콘텐츠
- 짤툰 오리지널: 가장 처음으로 시작한 컨텐츠이며 현재도 연재 중이다.
- 짤툰 프리미엄: 새로운 짤툰 작가들이 그린 새로운 느낌의 짤툰 컨텐츠이다. 작가들이 그리고 그곳에서는 유수민이 짤태식이라는 가명을 쓰고 나온다.
- 짐승친구들: 짤태식이 그린 컨텐츠이며 원래는 만화였다가 영상화되었다. 짤툰에서 가장 인기있는 컨텐츠이다. 매주 토요일 연재한다. 시즌3 연재가 끝이났다. 주요 등장인물은 유수민, 땅땅이, 김현식, 새대갈, 슘댱이이다.
- 상여자: 짤툰 작가 중 이수빈 작가가 그린 컨텐츠이며 상여자 주정연과 주서연, 유선우가 주연이며 짐승친구들, 일기 시리즈 다음으로 인기가 있는 컨텐츠이다.
- 일기 시리즈: 짤툰 작가 중 박동진이 그린 컨텐츠이며 좀비 아포칼립스에서 살아남은 생존자들의 갈등을 다뤘다. 짐승친구들 다음으로 인기있는 컨텐츠이다.

### 기타 콘텐츠
- 조선최강 정삼수: 짤국지처럼 조선시대를 배경으로 한 컨텐츠다.

- 내연동물: 원래는 짤툰 프리미엄 콘텐츠였으나 반응이 좋아 콘텐츠화하였다.

- 멸종위기동물 구조대: 상상속 이상한 멸종위기동물들이 나오며 설명을 해주며 내용이 진행된다.시즌2가 나올 예정이다.

- 파이트 짤툰: 각각의 컨텐츠의 캐릭터들이 만나 싸움을 하는 컨텐츠이다. 시즌 2가 나올 예정이다.

- 짤국지: 삼국지 캐릭터가 나오는 컨텐츠이며 캐릭터는 삼국지 캐릭터이지만, 성격은 정반대다.

- 고스트 아카데미: 이승에서 슬픈 사연으로 죽은 귀신들이 고스트 아카데미에서 벌어지는 일들을 담았다. 시즌 2가 나왔다.

- 찐찐짤툰: 짤툰 컴퍼니 직원들의 일상을 담은 콘텐츠이다.

## 게임
- 짐승친구들M

## 같이 보기
- 영상툰
- 짐승친구들
  - 금수친구들
- 장삐쭈
- 총몇명
- 고누리
- 썰 유튜버